# Луций Пуллаен Гаргилий Антикв
Луций Пуллаен Гаргилий Антикв (лат. Lucius Pullaienus Gargilius Antiquus; II век) — римский военный и политический деятель, консул-суффект около 162 года.

## Биография
Предположительно, отцом Луция был консул-суффект 119 года Квинт Коредий Галл Гаргилий Антикв. О карьере Пуллаена частично известно из надписи, обнаруженной в Перинфе во Фракии. Антикв начал свою карьеру в качестве члена коллегии децемвиров для разрешения тяжб. Затем он был военным трибуном III «Галльского» легиона, который дислоцировался в Сирии. После этого Луций был назначен квестором, будучи кандидатом от императора, и по завершении этой традиционной магистратуры включен в состав сената. Также он находился на посту народного трибуна и около 150 года стал претором.
Уйдя с поста претора, Антикв был назначен куратором Клодиевой, Кассиевой и Геминиевой дорог. Венгерский историк Геза Альфёльди датирует эту должность периодом примерно с 152 по 155 год. Затем Луций стал легатом I легиона Минервы и был им приблизительно с 155 по 158 год. Третий пост, который он занимал до вступления в консульство, было наместничество во Фракии, которое Альфёльди относит к периоду с 158 по 161 год. Около 162 года Антикв был консулом-суффектом.
О дальнейшей его биографии нет никаких сведений.